# کاشتورف
کاشتورف (به آلمانی: Kastorf) یک شهر در آلمان است که در هرتسوگتوم لاونبورگ واقع شده‌است. کاشتورف ۱٬۲۰۳ نفر جمعیت دارد.